# José Martínez de Marigorta
José Martínez de Marigorta Ortiz de Zárate (1903-1986) fue un historiador y periodista español.

## Biografía
Nacido a comienzos del siglo XX, se desempeñó como sacerdote, historiador —llegaría a ser académico de la de la Historia— y periodista —dirigió El Pensamiento Alavés—. Cronista de la provincia de Álava, dio a la imprenta obras como Vitoria, ciudad de la Virgen (1935), San Prudencio de Armentia y su maestro San Saturio (1939), Álava (1947), Vida y novena de San Formerio de Treviño (1949), La patrona de Vitoria (1949), El milagroso Cristo de Abechuco (1950), Lo que deben saber los novios y los casados (1963), Los Mendozas en Mendoza (1963) y Las dos catedrales de Vitoria (1969), entre otras. Falleció en 1986.